# Iași
Iași [jaʃʲ] Ausspracheⓘ (deutsch Jassy und Jasch veraltet Jassenmarkt, russisch Яссы Jassy, ungarisch Jászvásár, armenisch Յասի Jassi, türkisch Yaş) ist eine Universitätsstadt im Nordosten Rumäniens in der Region Moldau und die Hauptstadt des gleichnamigen Kreises. Historisch war sie die wichtigste Stadt des Fürstentums Moldau und später die zweitwichtigste Stadt Rumäniens, heute ist sie Sitz der Planungsregion Nordost.
Iași ist mit 271.692 Einwohnern (2021) die drittgrößte Stadt Rumäniens und gilt manchen als die „Wiege der rumänischen Kultur“. Viele rumänische Persönlichkeiten und Künstler lebten hier.

## Lage
Die Stadt liegt 20 Kilometer westlich der Grenze zur Republik Moldau und etwa 400 km Luftlinie nördlich von Bukarest. Die Umgebung ist hügelig und landwirtschaftlich geprägt. Durch die Stadt fließt der kleine Fluss Bahlui, ein rechter Nebenfluss der Jijia. Iași wird ähnlich wie Rom die „Stadt der sieben Hügel“ genannt, die die Stadt umschließen.
Nachbarstädte sind in Rumänien Vaslui, Bacău, Roman, Botoșani und Suceava sowie in der Republik Moldau Ungheni und Bălți. 1849 schrieb Fedor Graf von Karaczay:

„In der Moldau, und vorzüglich zu Jassy, befindet sich der Reisende, so zu sagen, an dem Saume des Orients, an einem Orte, wo sich asiatischer Luxus und morgenländischer Reichtum überhaupt, so gut es gehen will, mit europäischen Sitten verschmelzen.“

## Geschichte
Bei archäologischen Ausgrabungen wurden etwa 5.000 Jahre alte Spuren der Cucuteni-Tripolje-Kultur gefunden. Iași wurde erstmals am Ende des 14. Jahrhunderts in der Ersten Nowgoroder Chronik erwähnt. Sie wurde in der Liste der nahen und fernen russischen Städte aufgezählt, die sie  Ясьскыи торг на Пруте реце nennt, was übersetzt „Jassenmarkt am Fluss Pruth“ bedeutet. Zu dieser Zeit gehörte die Stadt dem Fürstentums Moldau, dessen Herrscher Alexandru cel Bun war.

### Neuzeit
Von 1565 bis 1859 war es die Hauptstadt des Fürstentums Moldau, ab 1859 auch Hauptstadt des neu gegründeten Fürstentums Rumänien, bis es 1862 von Bukarest abgelöst wurde. Der Name Iași ist mit der sogenannten Goldenen Periode der rumänischen Kultur verbunden.
Im Verlauf des österreichisch-türkischen Krieges von 1787 bis 1791 wurde Iași am 18. April 1788 von der kaiserlichen Armee besetzt, wiederholt auch von russischen Truppen.
Im Laufe des Ersten Weltkrieges war die Stadt von 1916 bis 1918 provisorische Hauptstadt Rumäniens. 1906–1925 wurde der Palatul Culturii errichtet.
Während des Zweiten Weltkrieges führten die Luftstreitkräfte der Sowjetunion am 26. Juni 1941 Luftangriffe auf die Stadt aus. Am 28. Juni fand eine weitere Bombardierung statt.

### Pogrom von Iași

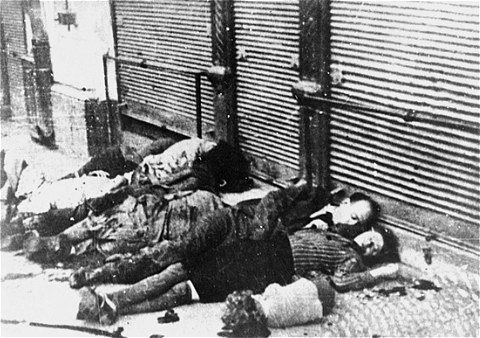
Ermordete Juden in den Straßen von Iași am 29. Juni 1941, hier in der Stradă Vasile Conta vor dem Laden der Gebrüder Hirschenschon

Iași war ein Siedlungsschwerpunkt der rumänischen Juden. Um 1900 machten Juden 51 % der Wohnbevölkerung der Stadt aus. Deutsche und verbündete rumänische Truppen hatten am 22. Juni 1941 ihren Angriff auf die Sowjetunion begonnen. Bereits im Sommer 1941, noch vor dem Deutsch-Sowjetischen Krieg und vor der Berliner Wannseekonferenz, hatte Marschall Ion Antonescu einen „Masterplan“ entwickelt, der auf die „ethnische Säuberung von Juden“ des rumänischen Territoriums abzielte. Der Pogrom von Iași am 29. Juni 1941 war einer der ersten Schritte auf diesem Weg. In der Presse verstärkte Schuldzuweisungen gegenüber der jüdischen Bevölkerung, für die sowjetischen Bombardierungen verantwortlich zu sein, trugen zu einer antisemitischen Stimmung in der Stadt bei. Dem Massenmord fielen mindestens 13.000 Juden zum Opfer. Mehrere Tausend von ihnen wurden auf dem Gelände des Hauptquartiers der Polizei erschossen. Der Pogrom von Iași wurde in erster Linie von der lokalen Polizei, Soldaten der rumänischen Armee, Paramilitärs und der Zivilbevölkerung ausgeführt. Beteiligt waren auch in Iași stationierte Einheiten der Wehrmacht, die das Massaker auf Hunderten von Fotos, die heute im United States Holocaust Memorial Museum in Washington archiviert sind, festhielten. Der deutsche Einsatzplan hatte einen solchen Übergriff nicht vorgesehen; die Initiative ging von Antonescus „Masterplan“ aus, der die „Evakuierung“, die Deportation aller rumänischen Juden vorsah. Von den 127 Synagogen der Stadt überstanden nur wenige die Zerstörungen.
Über dieses Massaker und die Judenverfolgung im Lande allgemein wurde in Rumänien lange Zeit, vor allem während der kommunistischen Herrschaft, nicht offiziell gesprochen. Seit dem Jahr 2003 wurde mit der Aufarbeitung begonnen. Der damalige Präsident Ion Iliescu berief die Internationale Kommission zur Erforschung des Holocaust in Rumänien unter der Leitung des Friedensnobelpreisträgers Elie Wiesel ein. Die Wiesel-Kommission legte ihren Abschlussbericht Ende 2004 vor. Sie bestätigte den spezifisch rumänischen Holocaust; das Elie-Wiesel-Institut Institutul Național pentru Studierea Holocaustului din România (INSHR-EW) wurde gegründet und der 9. Oktober als Holocaust-Gedenktag festgelegt.

### 21. Jahrhundert
Als Folge der Einführung der Marktwirtschaft nach der Rumänischen Revolution 1989 entstanden am Rand aller großen rumänischen Städte moderne Einkaufszentren. In Iași eröffnete die Palas Mall mitten in der Stadt, neben dem Palatul Culturii.
In den 2010er Jahren erlangte die Stadt traurige Berühmtheit als Hochburg für europaweit organisierten Taschendiebstahl. Die Stadt wird daher auch als „Schule der Taschendiebe“ bezeichnet.

## Klimatabelle
|                       | Jan  | Feb  | Mär  | Apr  | Mai  | Jun  | Jul  | Aug  | Sep  | Okt  | Nov | Dez  |   |      |
| Mittl. Tagesmax. (°C) | −0,1 | 2,1  | 8,1  | 16,5 | 22,4 | 25,3 | 26,8 | 26,6 | 22,7 | 16,1 | 8,4 | 2,7  | ⌀ | 14,9 |
| Mittl. Tagesmin. (°C) | −6,9 | −4,8 | −0,8 | 5,2  | 10,4 | 13,7 | 15,0 | 14,3 | 10,7 | 5,5  | 1,1 | −3,4 | ⌀ | 5    |
|                       |      |      |      |      |      |      |      |      |      |      |     |      |   |      |
| Niederschlag (mm)     | 32   | 31   | 31   | 53   | 63   | 101  | 83   | 56   | 48   | 25   | 35  | 31   | Σ | 589  |
|                       |      |      |      |      |      |      |      |      |      |      |     |      |   |      |
| Sonnenstunden (h/d)   | 2,2  | 2,7  | 4,1  | 5,7  | 7,6  | 8,5  | 8,8  | 8,7  | 6,9  | 5,0  | 2,4 | 1,8  | ⌀ | 5,4  |
|                       |      |      |      |      |      |      |      |      |      |      |     |      |   |      |
| Regentage (d)         | 6    | 6    | 6    | 8    | 8    | 9    | 9    | 5    | 5    | 5    | 6   | 7    | Σ | 80   |
|                       |      |      |      |      |      |      |      |      |      |      |     |      |   |      |
| Luftfeuchtigkeit (%)  | 82   | 80   | 71   | 62   | 61   | 62   | 60   | 63   | 66   | 73   | 79  | 83   | ⌀ | 70,1 |

| −6,9 |

| −4,8 |

| −0,8 |

| 5,2 |

| 10,4 |

| 13,7 |

| 15,0 |

| 14,3 |

| 10,7 |

| 5,5 |

| 1,1 |

| −3,4 |

| −6,9 |

| −4,8 |

| −0,8 |

| 5,2 |

| 10,4 |

| 13,7 |

| 15,0 |

| 14,3 |

| 10,7 |

| 5,5 |

| 1,1 |

| −3,4 |

## Bevölkerung
1930 lebten auf dem Gebiet der heutigen Stadt etwa 103.000 Bewohner, darunter ca. 63.000 Rumänen, 35.000 Juden und 1000 Deutsche. Bei der Volkszählung 2002 wurden in der Stadt 320.888 Einwohner gezählt, darunter 316.094 Rumänen, 1.898 Roma, je 433 Russen und Griechen, 421 Juden, 260 Ungarn und 166 Rumäniendeutsche.
Die Einwohnerzahl der Stadt entwickelte sich seit 1977 wie folgt:
| Jahr      | 1977    | 1992    | 2002    | 2011    | 2021    |
| --------- | ------- | ------- | ------- | ------- | ------- |
| Einwohner | 265.002 | 344.425 | 320.888 | 290.422 | 271.692 |

## Bildung, Forschung und Wirtschaft

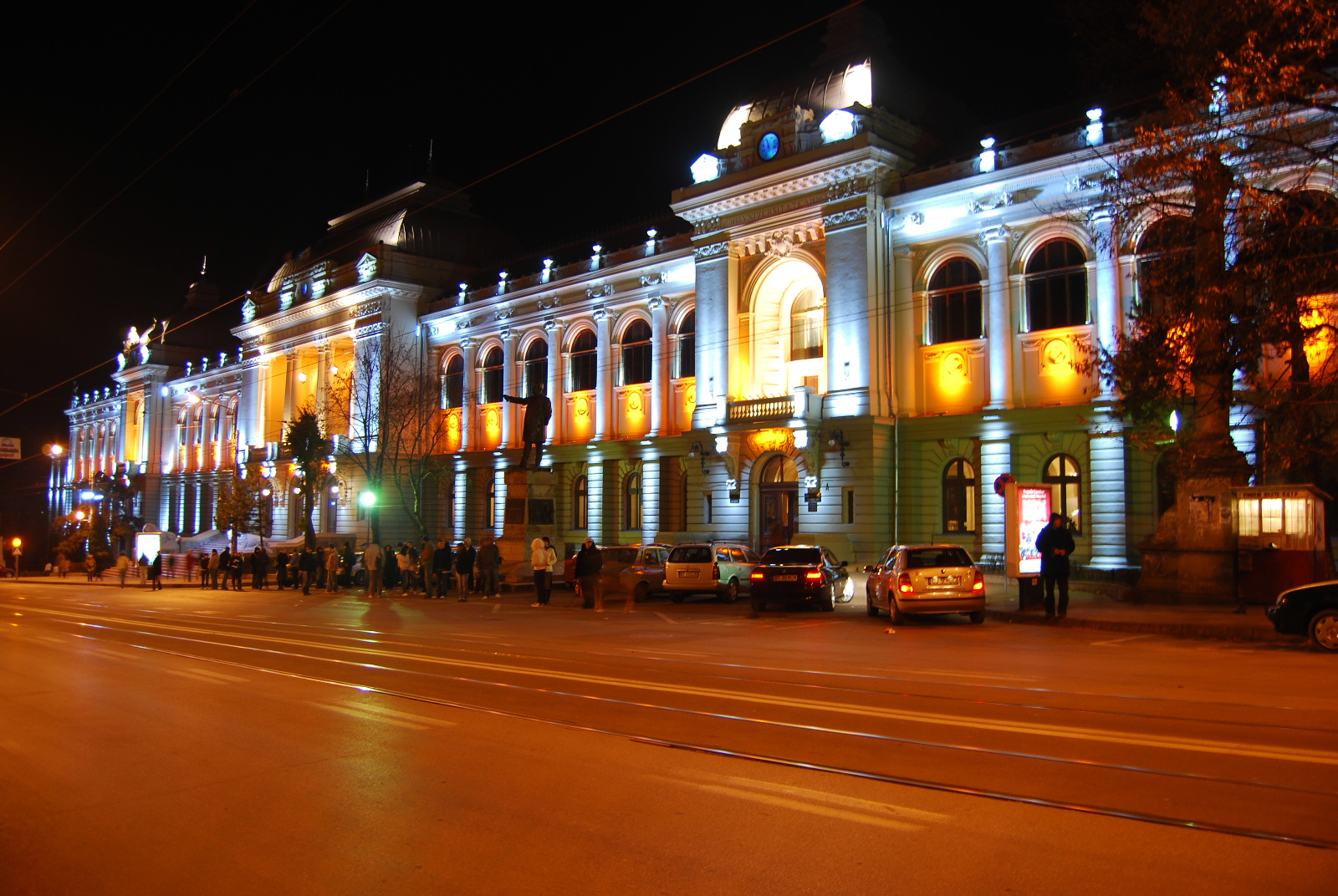
Alexandru-Ioan-Cuza-Universität

Zu Beginn des 19. Jahrhunderts wurde in der Stadt die erste Hochschule Rumäniens gegründet. 1860 gründete Alexandru Ioan Cuza hier die erste Universität des Landes, die deshalb den Namen Universität Alexandru Ioan Cuza Iași trägt. Seit den 1970er Jahren pflegt die Universität in Iași eine Partnerschaft mit der Albert-Ludwigs-Universität Freiburg, seit 1992 mit der Universität Augsburg, seit 1993 mit der Friedrich-Schiller-Universität Jena, seit 1994 mit der Universität Konstanz und seit 2011 mit der Technischen Universität Dresden. Die Technische Universität Iași, die Universität der Künste George Enescu, die Landwirtschaftliche und Veterinärmedizinische Universität Iași und die Medizinische und Pharmazeutische Universität Iași sind ebenfalls in  Iași ansässige Hochschulen.
Iași ist ein Zentrum der rumänischen Computerindustrie.

## Kunst und Kultur
- Nationaloper Iași

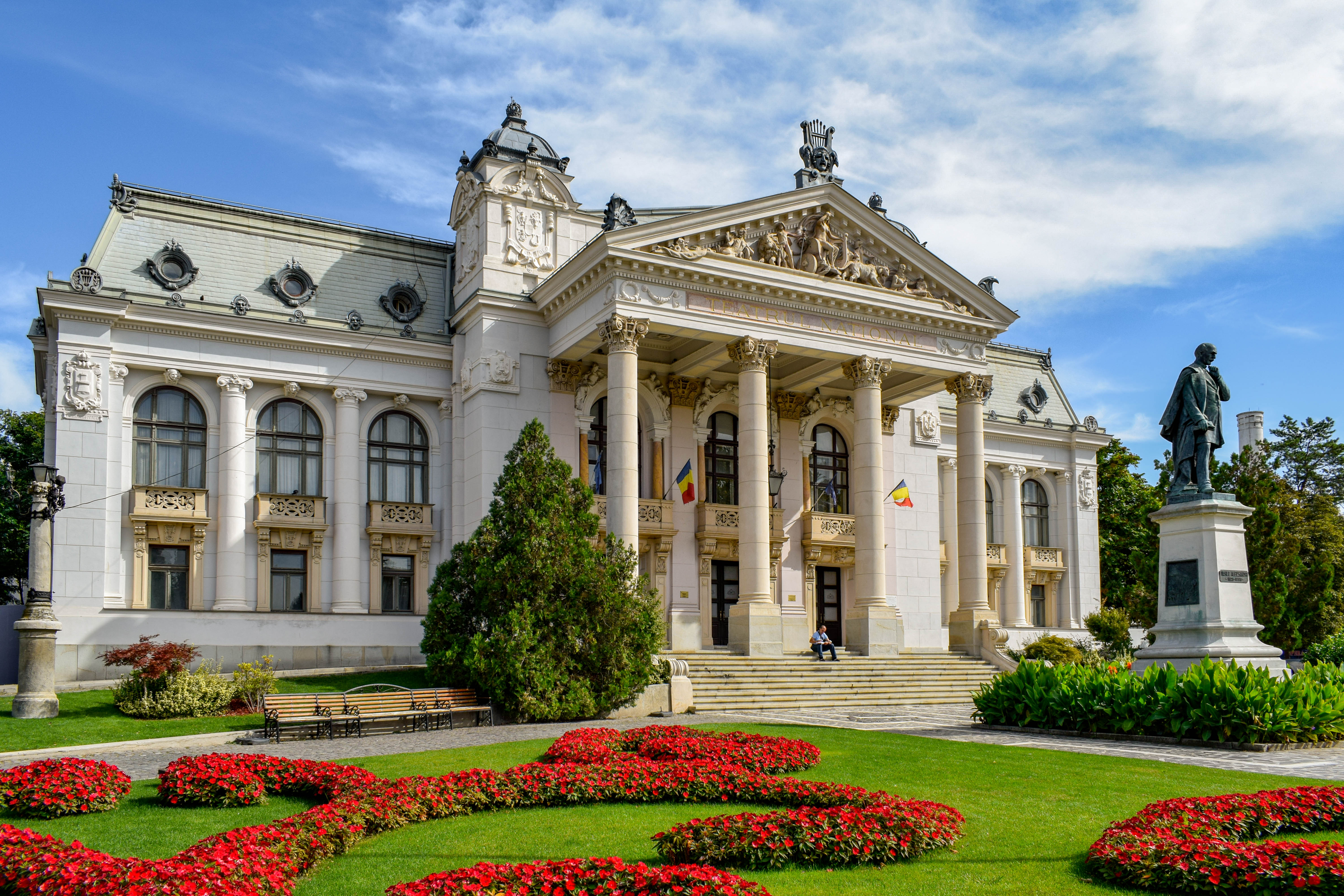
Nationaltheater „Vasile Alecsandri“

- Nationaltheater „Vasile Alecsandri“ (Teatrul Național „Vasile Alecsandri“), im 19. Jahrhundert errichtet, stehen unter Denkmalschutz.[19]
- Philharmonie Moldova

## Verkehr

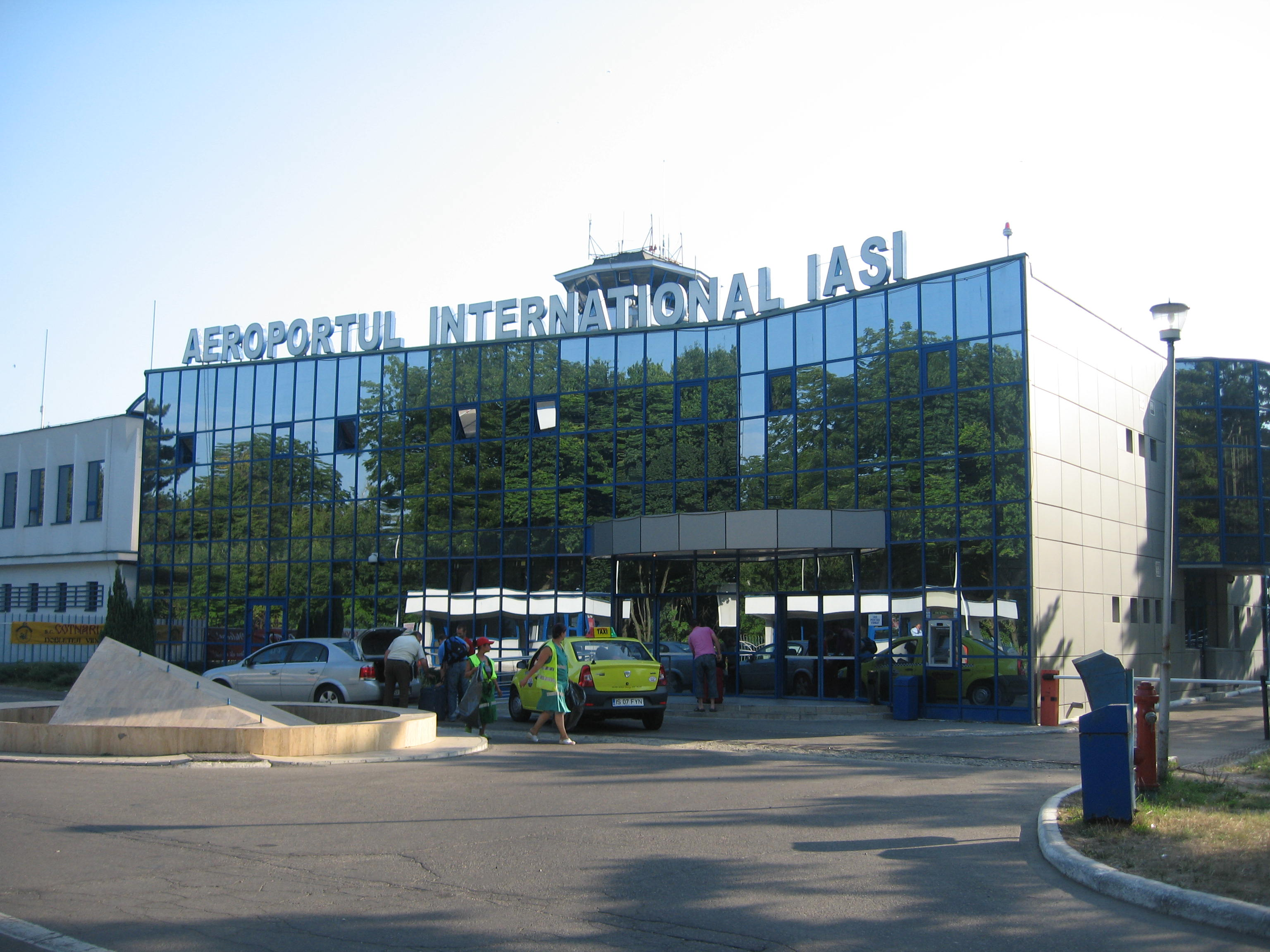
Flughafen

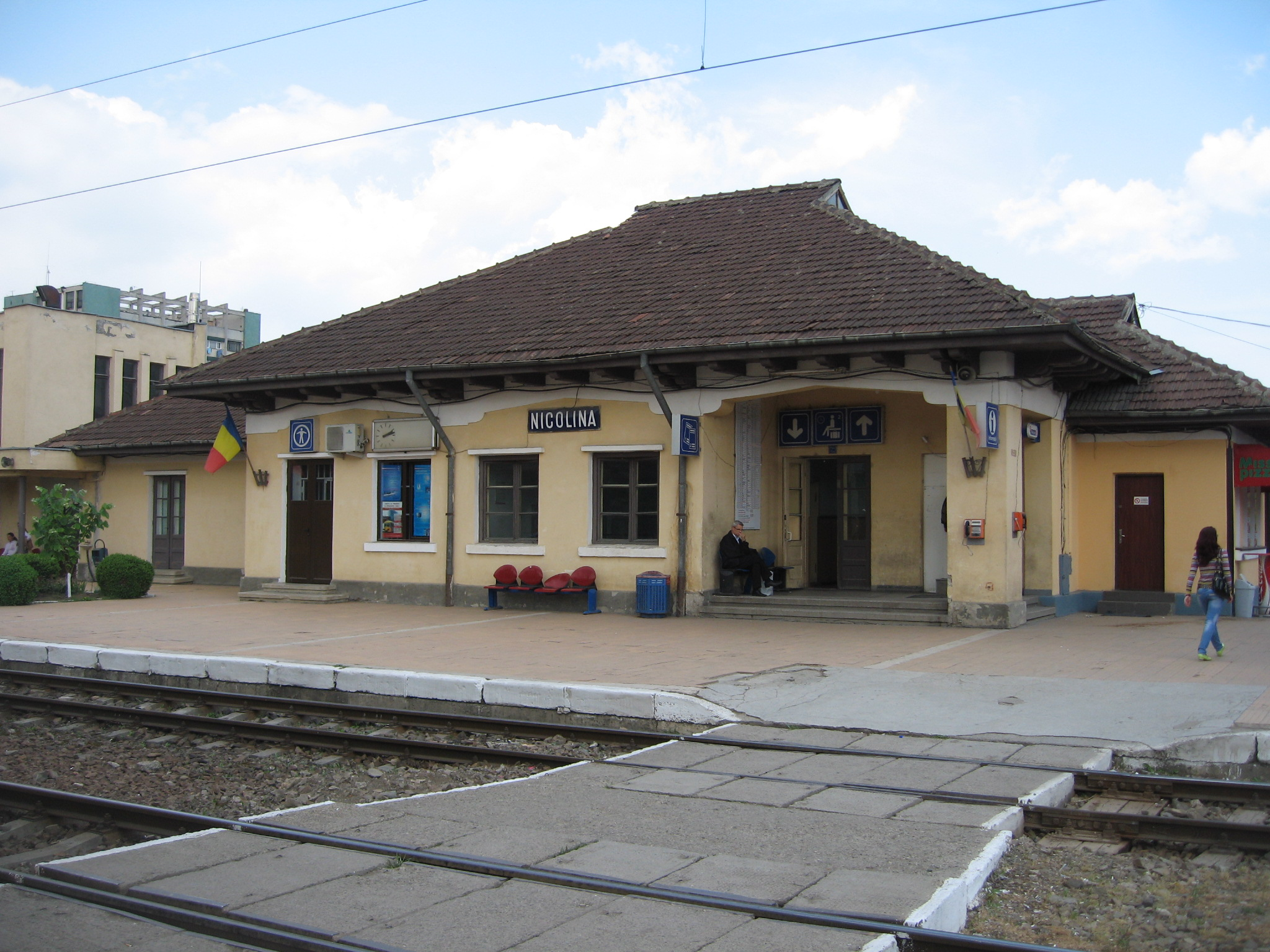
Bahnhof Nicolina

Iași wurde 1870 durch den von der Lemberg-Czernowitz-Jassy-Eisenbahn-Gesellschaft ausgeführten Bau einer von Pașcani ausgehenden Linie an das Eisenbahnnetz angeschlossen. Es gibt drei Bahnhöfe im Stadtgebiet: Iași, Nicolina und Socola. Heute bestehen direkte Zugverbindungen in alle größeren Städte Rumäniens.
Durch die Stadt führt die Europastraße 58.
Etwa 10 Kilometer östlich der Stadt befindet sich der Internationale Flughafen Iași.
Die Stadt verfügt über ein Straßenbahnnetz, das u. a. mit ausgemusterten deutschen Straßenbahnwagen älterer Bauart betrieben wird.

## Sehenswürdigkeiten
Im Zentrum der für ihr Porzellan bekannten Stadt steht der neogotische Kulturpalast (Bauzeit 1906–1925); er beherbergt heute vier Museen, darunter die größte Kunstsammlung des Landes, und eine Bibliothek. Sehenswert sind außerdem unter anderem die beeindruckend große Metropoliten-Kirche aus dem frühen 19. Jahrhundert und die Krönungskirche. Mehrere Klöster in der Stadt und ihrer Umgebung verdienen ebenfalls Beachtung. Auch einige Denkmäler säumen Plätze und Straßen.
- Armenische Kirche Surb Mariam[21]
- Das kleine, armselige Haus, „Bojdeuca Ion Creangă“ (1837–1889, benannt nach dem rumänischen Erzähler)
- Dosoftei-Haus, Profanbau des 17. Jahrhunderts aus nackten Ziegeln mit Arkadengang, heute das Museum für alte moldauische Literatur
- Große Synagoge von 1671
- Kloster Cetǎțuia, Festungskloster aus dem 17. Jahrhundert, vom Fürsten Gheorghe Duca gestiftet mit der Kirche Sf. Apostoli Petru și Pave 1669–1672 errichtet[22]
- Kloster Galata, erbaut 1582–1583,[22] vom moldauischen Fürsten Petru Șchiopul
- Kloster Golia, Kirche Înălțarea Domnului, erbaut 1652–1660[22] vom Wojewoden Vasile Lupu und dessen Sohn Ștefăniță Vodă
- Kloster Sf. Trei Ierarhi (Die heiligen drei Hierarchen), im gotischen Stil erbaut 1637–1639 durch den Wojwoden Vasile Lupu
- Metropoliten-Kathedrale (Catedrala Mitropolitanǎ), 1902–1907 errichtet[22]
- römisch-katholische Diözesangebäude: Bischofshaus, ehemalige Kathedrale Adormirea Maicii Domnului (St. Mariä Himmelfahrt) (1789[22]) und heutige Kathedrale St. Maria Königin, fertiggestellt 2005
- weitere Erinnerungshäuser: Mihai Eminescu, George Topârceanu, Mihail Sadoveanu, Otilia Cazimir, Vasile Pogor und andere.

Die Stadt beherbergt den mit 100 ha größten Botanischen Garten Rumäniens und gleichzeitig einen der größten Europas.

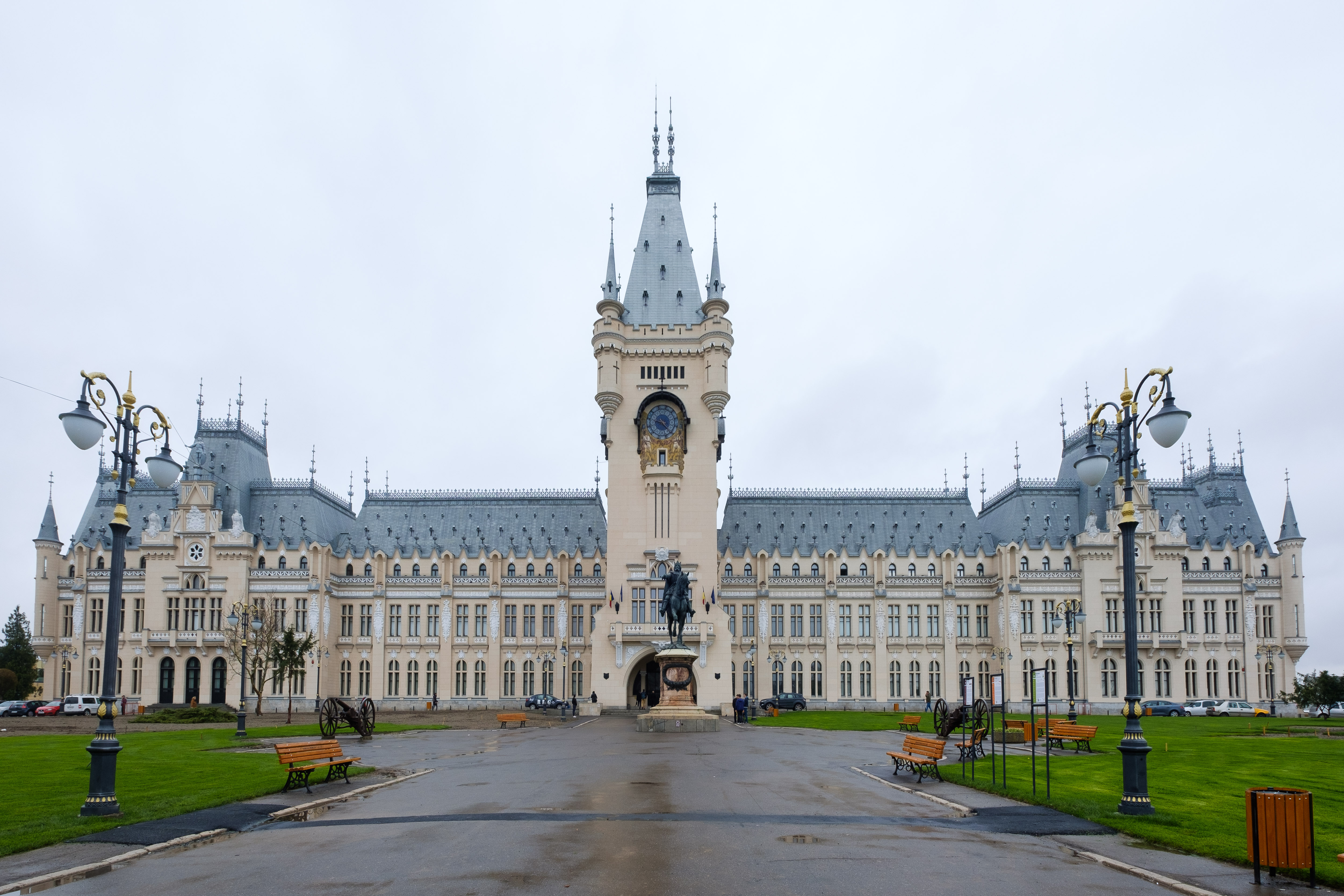
Kulturpalast
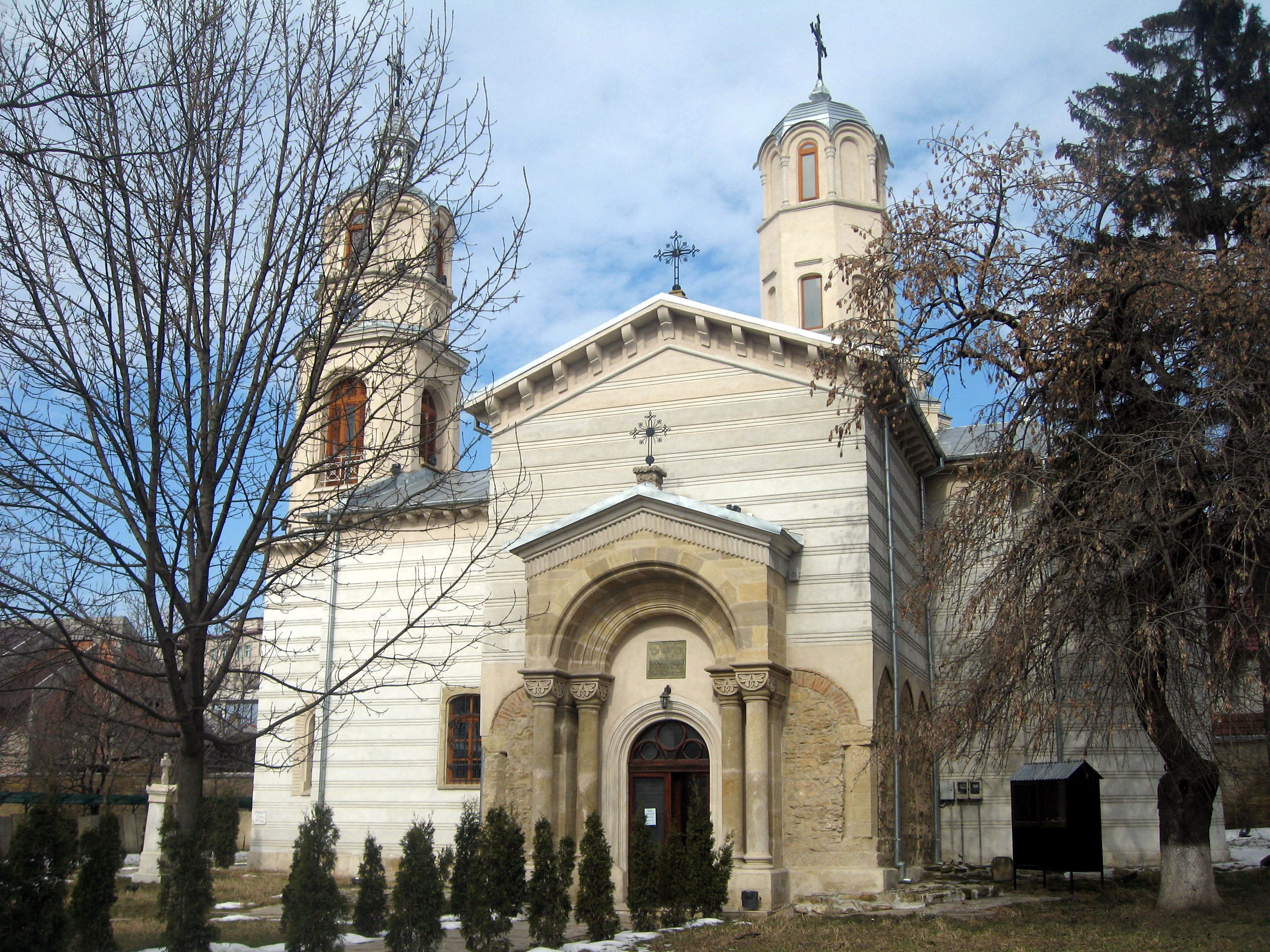
Armenische Kirche
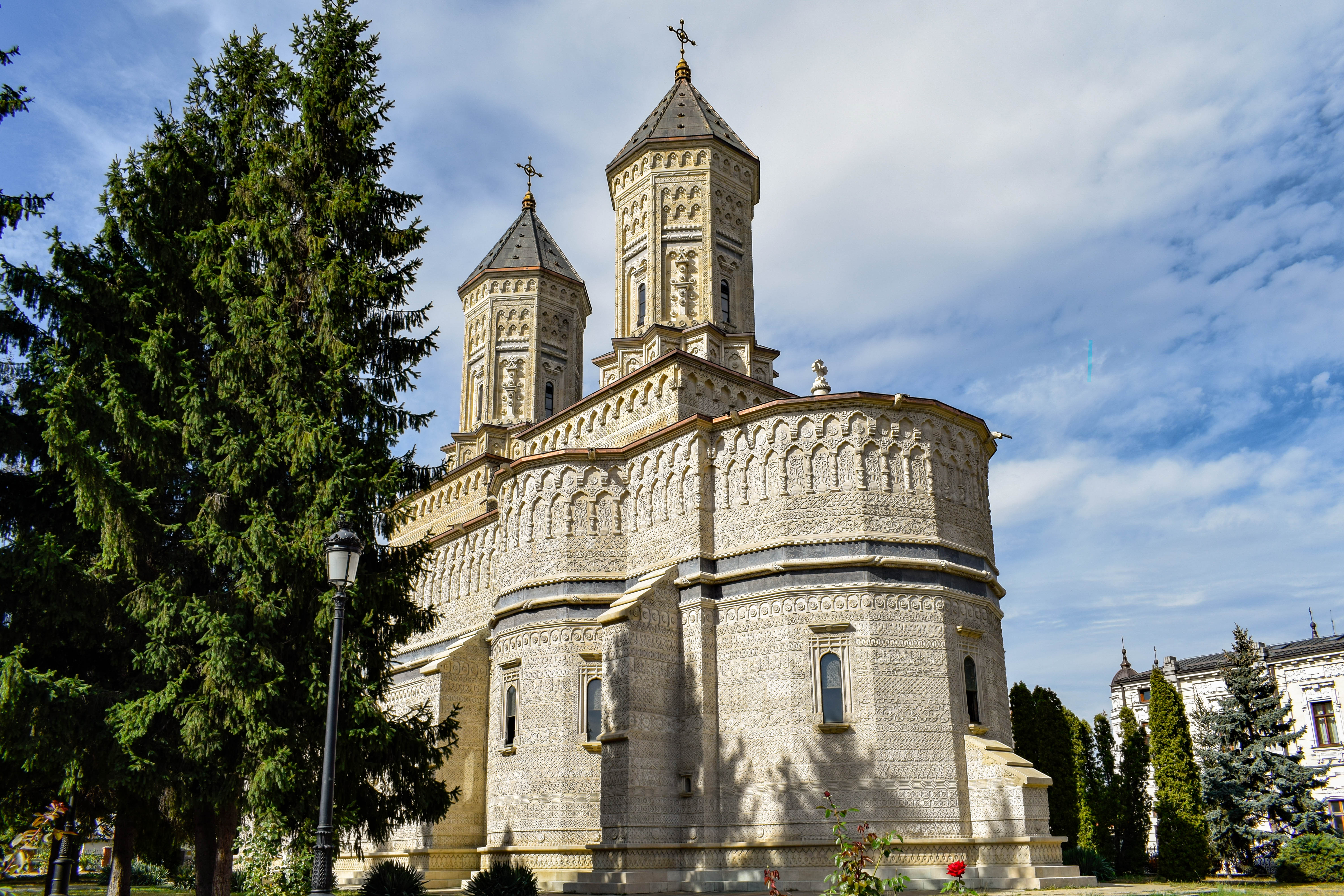
Kloster Sf. Trei Ierarhi
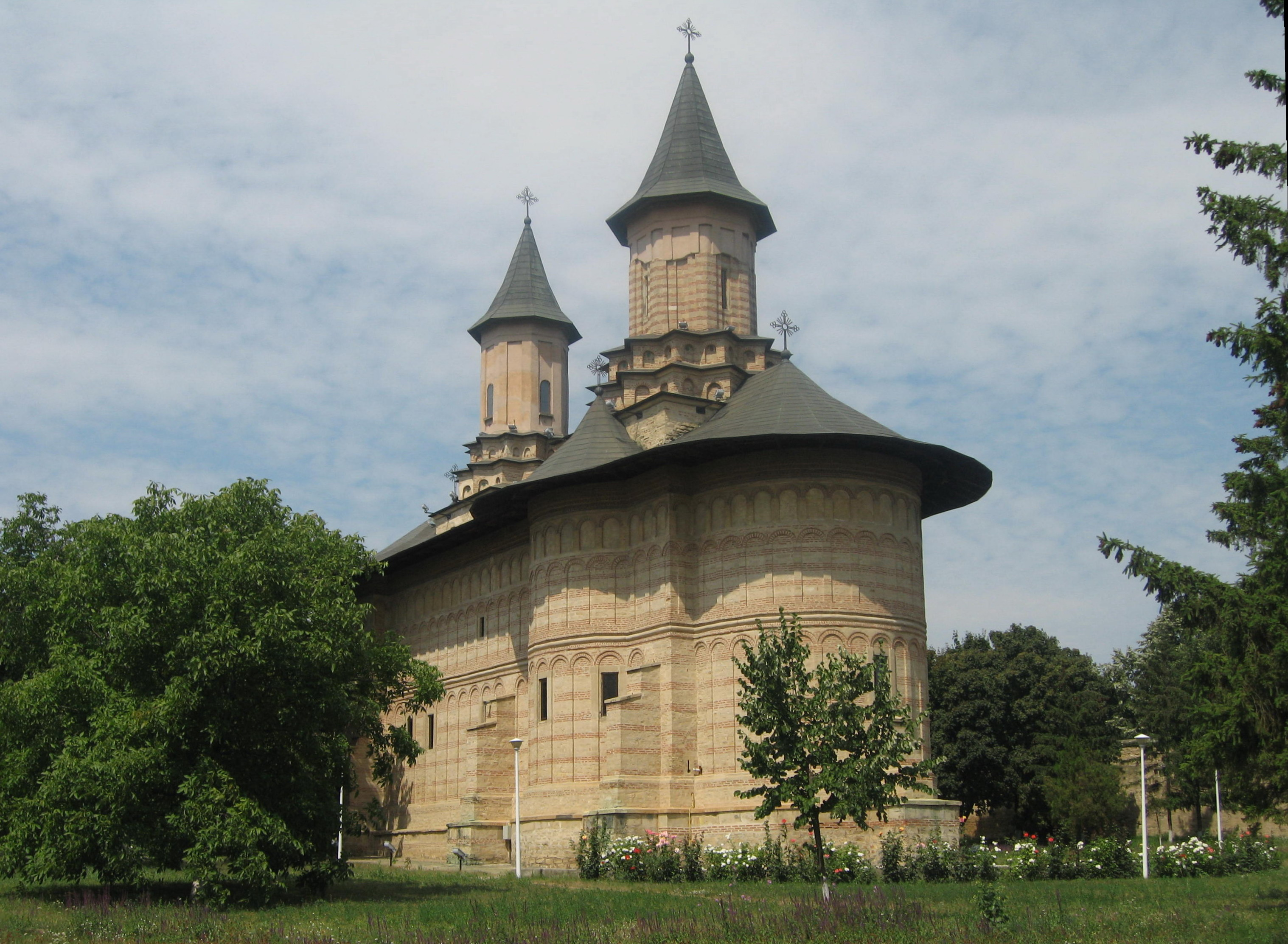
Kloster Galata

## Partnerstädte
Iași unterhält Städtepartnerschaften mit:
- Poitiers in Frankreich seit 1969
- Xi’an in der Volksrepublik China seit 1993
- Monterrey in Mexiko seit 1993 (wegen Kommunikationsschwierigkeiten geringe Beziehungen; seit 2007 die Zusammenarbeit fortgesetzt)
- Winnyzja in der Ukraine seit 1993 (wegen Kommunikationsschwierigkeiten geringe Beziehungen; seit 2005 die Zusammenarbeit fortgesetzt)
- Padua in Italien seit 1995
- Isfahan im Iran seit 1999
- Sant’Oreste, Forano, Filacciano, Torrita Tiberina, Morlupo und Nazzano in Italien seit 1999
- Athens, in den USA seit 2001 (kein Austausch seit Vertragsunterzeichnung)
- Peristeri in Griechenland seit 2002
- Jericho im Palästinensischen Autonomiegebiet seit 2003
- Villeneuve-d’Ascq in Frankreich seit 2006
- Weliko Tarnowo in Bulgarien seit 2006
- Ilioupolis in Griechenland seit 2007
- Chișinău in der Moldau seit 2008
- Czernowitz in der Ukraine seit 2012

## Persönlichkeiten

### Mit der Stadt verbunden
- Dimitrie Cantemir (1673–1723), Woiwode der Moldau
- Constantin Mourousis (1730–1787), phanariotischer Prinz des Fürstentums Moldau
- Elena Asachi (1789–1877), Pianistin und Komponistin österreichischer Herkunft
- Heinrich von Testa (1807–1876), österreichischer Dolmetscher und Diplomat
- Alexandru Ioan Cuza (1820–1873), Gründer und erster Fürst von Rumänien (1859–1866), Universalwissenschaftler des 19. Jahrhunderts
- Vasile Alecsandri (1821–1890), Dichter, Dramatiker und Politiker
- Karpel Lippe (1830–1915), Arzt und Zionist
- Ion Creangă (1839–1889), Schriftsteller
- Israel Grodner (1840–1887), jiddischer Schauspieler, Sänger und Theaterleiter
- Mihai Eminescu (1850–1889), Dichter
- Petre Hârtopeanu (1913–2001), Maler, Professor, Dekan
- Ecaterina Merică (1941–2008), Professorin und Präsidentin der Rumänischen Gesellschaft für Kosmetikchemiker